# مس(II) اکسید
مس (II) اکسید (CuO) یک ترکیب معدنیِ جامدِ اکسید مس است که به نام تئوریت نیز شناخته می‌شود.